# Шишко Олександр Сергійович
Олекса́ндр Сергі́йович Шишко (4 вересня 1985, місто Київ — 22 липня 2014, селище Металіст, Луганський район, Луганська область) — український військовик, солдат 12-го батальйону територіальної оборони «Київ» Збройних сил України, учасник російсько-української війни.

## Життєпис
Народився 1985 року в місті Київ. Виріс без батька; закінчив київську спеціалізовану ЗОШ № 209, Національний технічний університет. У 2003 році був призваний на строкову службу до лав Державної прикордонної служби України, пройшов курси підготовки командирів відділення та курси підготовки сержантів. Грав у футбол, був капітаном команди. Працював у виконавчій дирекції Фонду соціального страхування з тимчасової втрати працездатності.
Мобілізований 15 травня 2014 року; солдат, кулеметник 12-го батальйону територіальної оборони «Київ».
Терористи вночі проти 22 липня обстріляли позиції сил АТО під Металістом (за іншими даними — Веселою Горою) біля міста Щастя з РСЗВ «Град», поранень зазнали 7 бійців. Олександр дістав важкі поранення і помер на операційному столі у шпиталі.
Похований на Лісовому кладовищі у Києві.
Залишилися дружина Анастасія Вадимівна й донька Ганна (2013 р.н.), а також мати Людмила Іванівна, паралізований дідусь та сестра-інвалід Юлія.

## Нагороди та вшанування
14 березня 2015 року — за особисту мужність і героїзм, виявлені у захисті державного суверенітету та територіальної цілісності України, вірність військовій присязі під час російсько-української війни, відзначений — нагороджений орденом «За мужність» III ступеня (посмертно).